# Antigonon
Antigonon är ett släkte av slideväxter från tropiska och subtropiska Amerika. Antigonon ingår i familjen slideväxter.
Kladogram enligt Catalogue of Life:
| Antigonon | \| \| Antigonon flavescens \| \| \| \| \| \| Antigonon guatemalense \| \| \| \| \| \| Antigonon leptopus \| \| \| \| |
|           | \| \| Antigonon flavescens \| \| \| \| \| \| Antigonon guatemalense \| \| \| \| \| \| Antigonon leptopus \| \| \| \| |
|           | Antigonon flavescens                                                                                                 |
|           | |
|           | Antigonon guatemalense                                                                                               |
|           | |
|           | Antigonon leptopus                                                                                                   |
|           | |